# FTSE/Athex Large Cap

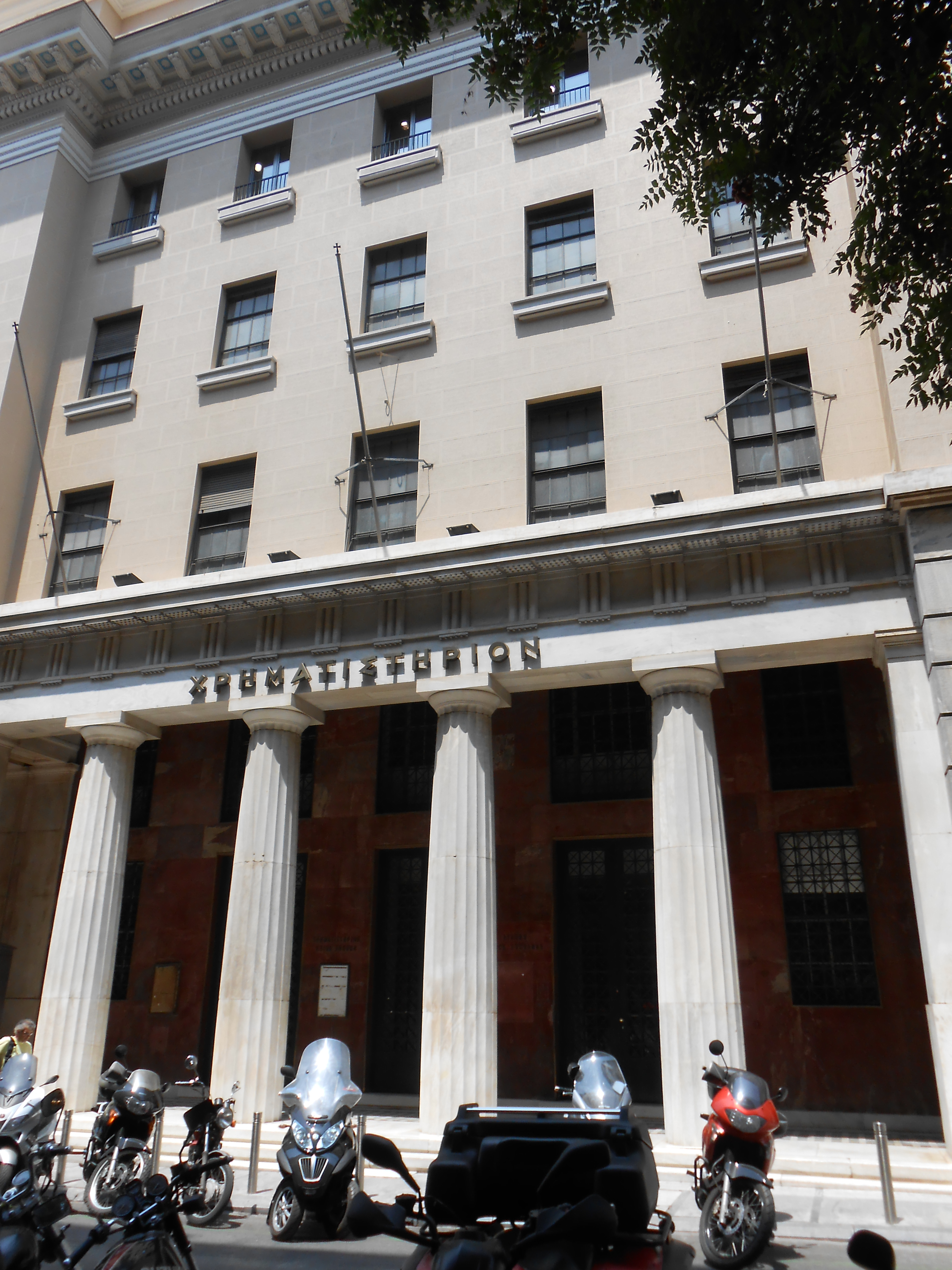
Le bâtiment historique de la Bourse d'Athènes.

Le FTSE/Athex Large Cap est le principal indice boursier de la bourse d'Athènes. Il est déterminé à partir des cours des 25 plus grandes entreprises grecques qui y sont cotées.
Créé en 1997 sous le nom de FTSE/Athex 20 et composé alors des 20 sociétés les plus importantes cotées à la Bourse d'Athènes, il est renommé en FTSE/Athex Large Cap et étendu à 25 sociétés le 3 décembre 2012.

## Corrélation avec les autres bourses
Les performances annuelles du FTSE Athex Large Cap se sont rapprochées de celles du Dow Jones, du DAX, du CAC 40 et du Footsie, les grands marchés boursiers étant de plus en plus dépendants les uns des autres depuis une quinzaine d'années.